# Ханли (Саскачеван)
Ханли (енгл. Hanley) је малено урбано насеље са административним статусом варошице у централном делу канадске провинције Саскачеван. Насеље лежи на месту где се провинцијски магистрални друм 11 сече са локалним друмом 764 на око 56 км југоисточно од највећег града у провинцији Саскатуна.
Ханли је типично пољопривредно насеље карактеристично за преријска подручја Северне Америке. Најважније пољопривредне културе су пшеница, јечам, уљана репица, луцерка, лан, овас и раж. Развијено је и сточарство, а посебно млечно говедарство.

## Историја
Први становници анселили су ову област 1901, а већ наредне године саграђене су прве јавне грађевине и основано је насеље Ханли. Насеље је добило име по истоименој варошици у Енглеској. Већина првобитних досељеника долазила је из Британије, источне Канаде и централних делова САД. Године 1903. у ову област се доселила већа група Норвежана, а 1924. Немаца. Насеље Ханли административно је уређено као варошица још од 1906. године. 

## Демографија
Према резултатима пописа становништва из 2011. у варошици су живела 522 становника у укупно 261 домаћинству, што је за 12,5% више у односу на 464 становника колико је регистровано  приликом пописа 2006. године.
| 2011. |
| ----- |
| 522   |